# Roentgenium
Roentgenium (chemická značka Rg) je 19. transuranem, silně radioaktivní kovový prvek, připravovaný uměle v cyklotronu nebo urychlovači částic.
Roentgenium doposud nebylo izolováno v dostatečně velkém množství, aby bylo možno určit všechny jeho fyzikální a chemické vlastnosti. Při své poloze v periodické tabulce prvků by svými vlastnostmi mělo připomínat zlato.

## Historie

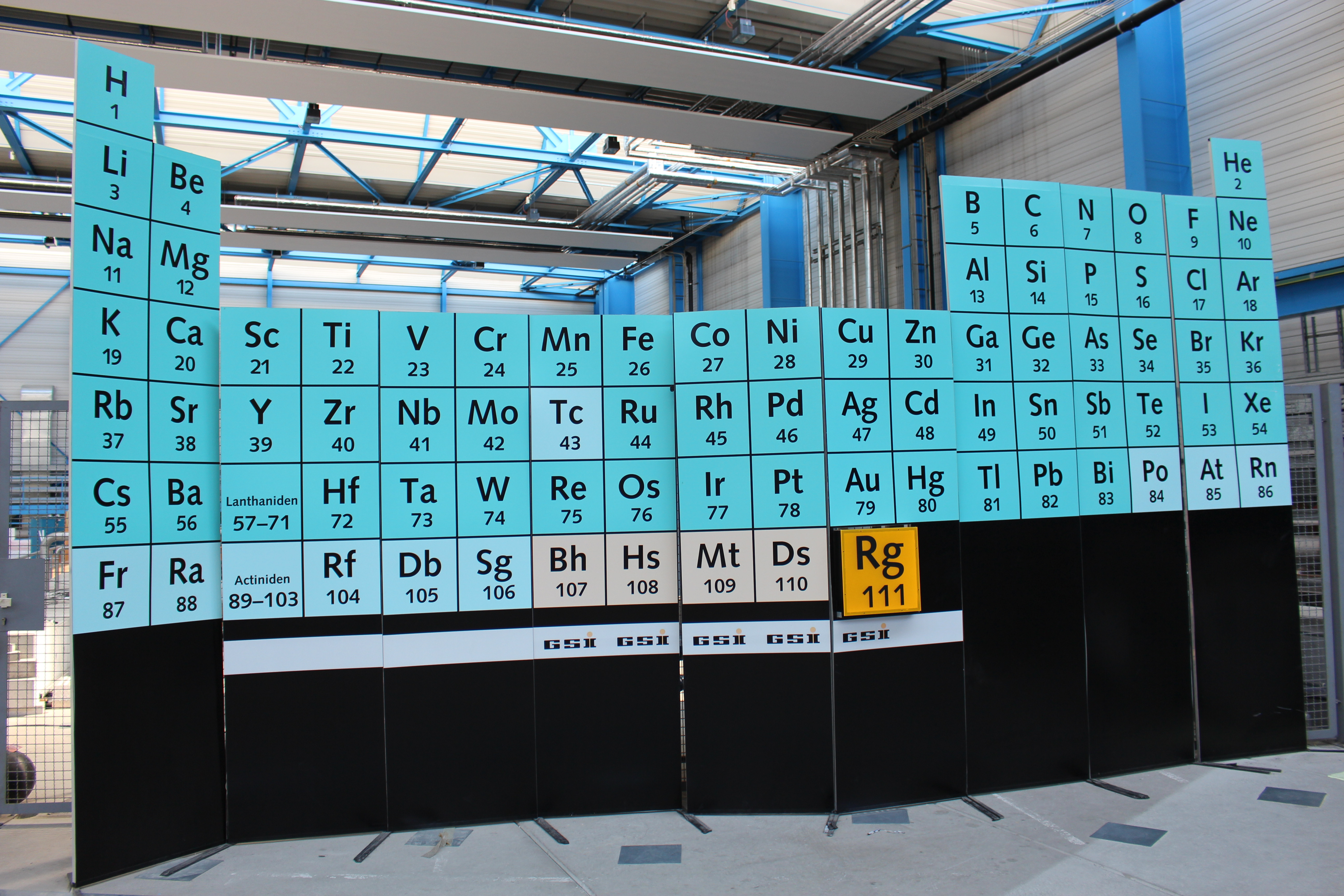
Roentgenium, GSI

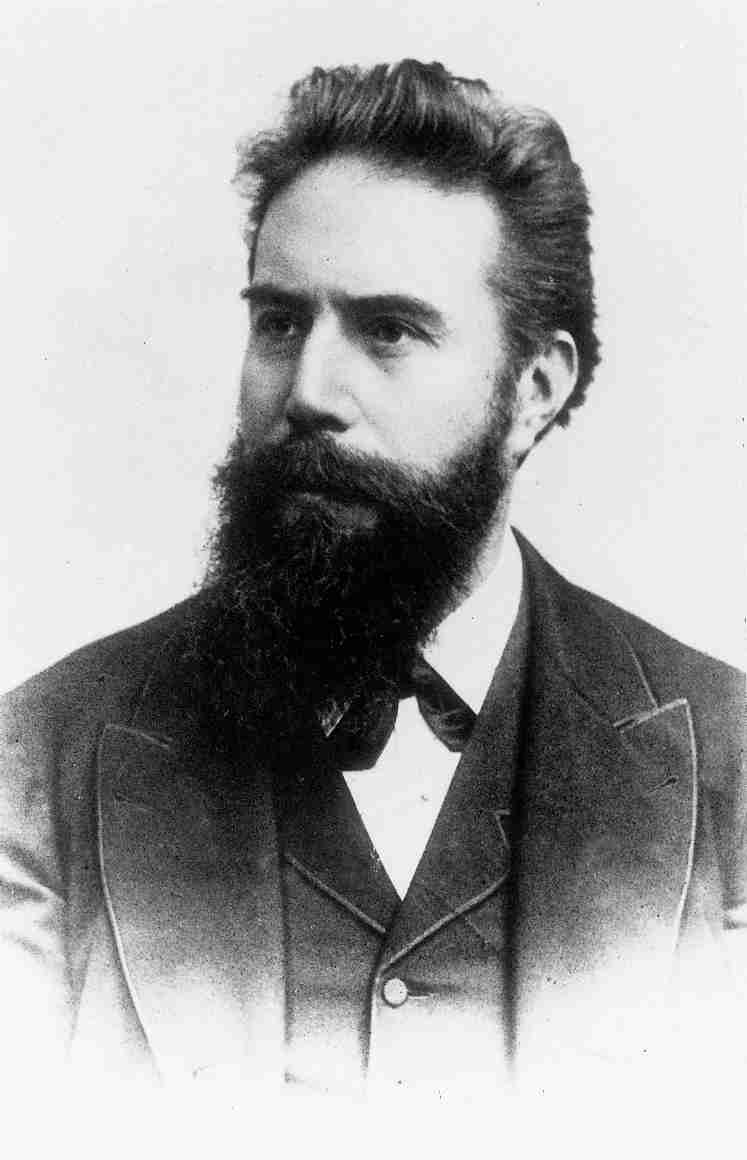
Wilhelm Conrad Röntgen

První přípravu prvku s atomovým číslem 111 oznámili němečtí fyzici 8. listopadu roku 1994 z Ústavu pro výzkum těžkých iontů v německém Darmstadtu. Bombardováním izotopu bismutu jádry atomu niklu získali izotop 272Rg s poločasem rozpadu přibližně 1,5 ms.
 209
83 Bi +  64
28 Ni →  272
111 Rg +  1
0 n
Prvek byl pojmenován po známém fyzikovi Wilhelmu Conradovi Röntgenovi a zasedání IUPAC v roce 2004 toto pojmenování schválilo.

## Izotopy
Doposud je známo devět izotopů roentgenia:
| Izotop | Rok objevu | Poločas rozpadu      |
| ------ | ---------- | -------------------- |
| 272Rg  | 1994       | 4,2 ms               |
| 274Rg  | 2004       | 20 ms                |
| 278Rg  |            | 4,6 ms               |
| 279Rg  |            | 90 ms                |
| 280Rg  | 2003       | 3,9 s                |
| 281Rg  |            | 11 s                 |
| 282Rg  |            | 130 s                |
| 283Rg  |            | 5,1 min?             |
| 286Rg  |            | 10,7 min, nepotvrzen |